# Christophe Gadbled
Christophe Gadbled (Saint-Martin-le-Bouillant, 1734 — Caen, 11 de outubro de 1782) foi um matemático francês.
Foi professor da Universidade de Caen. É conhecido por ter sido o mentor de Pierre Simon Laplace.

## Obras
- Exposé des quelques unes des vérités rigoureusement démontrées par les géomètres et rejetées par l'auteur du "Compendium de physique", Caen, 1775
- Exercice sur la théorie de la navigation, Caen, 1779